# آیروکلند کلاس اجکس
آیروکلند کلاس اجکس (به انگلیسی: Ajax-class ironclad) یک کلاس از کشتی است که طول آن ۳۰۰ فوت ۹ اینچ (۹۱٫۶۷ متر) می‌باشد.